# 泉真生
泉 真生（いずみ まお、1996年11月1日 - ）は、東京都出身の、日本人の女子柔道選手である。階級は78kg級。身長172cm。血液型はB型。組み手は右組み。得意技は大外刈。

## 経歴
体が大きかったことから、11歳の時に南千住警察署で柔道を始めた。それ以前は空手を2年ほど習っていた。第三亀戸中学から木更津総合高校へ進むと、3年の時にはインターハイ78kg級の決勝で東海大第四高校3年の佐藤杏香と対戦して、GSに入ってから大内返で技ありを取って優勝を成し遂げた。
2015年には山梨学院大学へ進学した。1年の時には名古屋で開催された東アジア選手権に出場するも、決勝で大成高校3年の鈴木伊織に払巻込の有効で敗れた。学生体重別で3位となった。体重別団体では2位だった。講道館杯では準々決勝で自衛隊体育学校の濱田尚里に縦四方固で敗れるも3位となった。2年の時には全日本ジュニアと体重別団体で3位だった。講道館杯では準々決勝で了徳寺学園職員の緒方亜香里に指導2で敗れるも、昨年に続いて3位に入った。続くヨーロッパオープン・ソフィアでシニアの国際大会初優勝を飾った。3年の時には体重別の準決勝で綜合警備保障の梅木真美に横四方固で敗れるも3位になった。優勝大会ではチームの4連覇に貢献した。ユニバーシアードでは初戦でフランスのマドレーヌ・マロンガに一本負けを喫した。団体戦では初戦のルーマニア戦で不戦勝となって以降は出場しなかったものの、チームは優勝を飾った。9月の学生体重別では決勝で環太平洋大学4年の友清あかりを破って優勝した。10月の体重別団体では決勝の環太平洋大学戦で鈴木伊織に反則勝ちしてチームの優勝に貢献した。11月の講道館杯では3位だった。2018年1月のグランプリ・チュニスでは決勝でオランダのカレン・ステフェンソンを縦四方固で破るなど、オール一本勝ちしてIJFワールド柔道ツアー初優勝を飾った。4年の時には4月の体重別初戦で三井住友海上の和田梨乃子に反則負けした。続く全日本選手権では準々決勝でパーク24の朝比奈沙羅に技ありで敗れて5位だった。6月の優勝大会ではチームの5連覇に貢献した。9月の学生体重別では決勝で鈴木伊織を合技で破って2連覇を飾った。この際に、「東京五輪で優勝したい」とコメントした。10月の体重別団体では3位だった。11月の講道館杯では決勝で綜合警備保障の梅木真美に小外掛で敗れて2位だった。2019年3月のグランドスラム・エカテリンブルグでは準決勝でイギリスのナタリー・パウエルを内股で破ると、決勝でブラジルのマイラ・アギアルを送襟絞で破るなどオール一本勝ちで優勝した。試合後には、「自分でも世界でやっていけるのかな、という自信になった」と語った。女子代表監督の増地克之も、「一本を取る投げ技がある。海外勢に負けないフィジカルの強さがある」との認識を示した。
2019年4月からはコマツの所属となった。体重別では準決勝で濱田尚里に横四方固で敗れて3位だった。続くアジアパシフィック柔道選手権では決勝で中国の馬振昭を大内刈の技ありで破って優勝した。11月の講道館杯では5位だった。グランドスラム・大阪では3回戦で元世界チャンピオンであるオランダのマリンド・フェルケルクを小外掛、準々決勝で同じオランダのフーシェ・ステーンハイスを小外掛の技ありで破るも、準決勝で濵田尚里に合技で敗れるが、3位決定戦で和田梨乃子を技ありで破って3位になった。
2020年3月にはグランドスラム・エカテリンブルグに出場予定だったが、新型コロナウイルスの影響により全柔連が選手派遣を取り止めたために出場しなかった。10月の講道館杯では決勝で三井住友海上の高山莉加に技ありで敗れて2位だった。
2021年4月の体重別では準決勝で高山に反則負けを喫して3位だった。10月のグランドスラム・パリでは初戦でイギリスのナタリー・パウエルと対戦すると、技ありを先取するも裏投げで逆転負けを喫した。
2022年4月の体重別では準決勝で濵田に横四方固で敗れた。続く全日本選手権では初戦で78㎏超級の世界チャンピオンであるビッグツリーの朝比奈沙羅に有効で敗れた。5月の全日本強化選手選考会では優勝した。8月の実業個人選手権では優勝した。10月の講道館杯では決勝で高山に技ありで敗れて2位だった。12月のグランドスラム・東京では7位だった。
2023年2月のグランドスラム・パリでは初戦でポルトガルのパトリシア・サンパイオに反則負けを喫した。4月の体重別では決勝で高山に合技で敗れて2位だった。続く全日本選手権では準決勝でSBC湘南美容クリニックの児玉ひかるに有効で敗れて3位だった。6月のグランドスラム・アスタナでは決勝でサンパイオを縦四方固で破って優勝した。講道館杯では決勝で東海大学2年の杉村美寿希に技ありで敗れて2位だった。
2024年3月のグランプリ・リンツでは準々決勝でドイツのアンナ＝モンタ・オレク、敗者復活戦でもクロアチアのカルラ・プロダンに敗れて7位にとどまった。4月の体重別では準決勝で東海大学4年の池田紅に反則負けを喫した。11月の講道館杯では3位だった。
2025年4月の体重別では決勝でJR東日本の長谷川瑞紀を有効で破って優勝した。続く全日本選手権では準々決勝で70㎏級の選手である龍谷大学4年の西條里奈子に0－3の判定で敗れた。5月のグランドスラム・アスタナでは決勝で韓国のキム・ミンジュと対戦すると、有効を先取されるもその後有効を取り返すが、そのポイントを取り消されたため2位にとどまった。
IJF世界ランキングは850ポイント獲得で37位(25/5/12現在)。

## 戦績
- 2013年 -　インターハイ　5位
- 2014年 -　インターハイ　優勝
- 2014年 -　エクサンプロバンスジュニア国際　優勝
- 2015年 -　東アジア選手権　2位
- 2015年 -　ポーランドジュニア国際　3位
- 2015年 -　学生体重別　3位
- 2015年 -　体重別団体　2位
- 2015年 -　講道館杯　3位
- 2016年 -　全日本ジュニア　3位
- 2016年 -　体重別団体　3位
- 2016年 -　講道館杯　3位
- 2017年 -　ヨーロッパオープン・ソフィア　優勝
- 2017年 -　体重別　3位
- 2017年 -　優勝大会　優勝
- 2017年 - ユニバーシアード　団体戦　優勝
- 2017年 -　学生体重別　優勝
- 2017年 -　体重別団体　優勝
- 2017年 -　講道館杯　3位
- 2018年 -　グランプリ・チュニス　優勝
- 2018年 -　全日本選手権　5位
- 2018年 -　優勝大会　優勝
- 2018年 -　学生体重別　優勝
- 2018年 -　体重別団体　3位
- 2018年 -　講道館杯　2位
- 2019年 - グランドスラム・エカテリンブルグ　優勝
- 2019年 - 選抜体重別　3位
- 2019年 - アジアパシフィック柔道選手権　優勝
- 2019年 -　講道館杯　5位
- 2019年 -　グランドスラム・大阪　3位
- 2020年 -　講道館杯 2位
- 2021年 -　体重別　3位
- 2022年 -　体重別　3位
- 2022年 -　全日本強化選手選考会　優勝
- 2022年 -　実業団体　2位
- 2022年 - 実業個人選手権　優勝
- 2022年 -　講道館杯　2位
- 2022年 -　グランドスラム・東京 7位
- 2023年 -　体重別　2位
- 2023年 -　全日本選手権　3位
- 2023年 -　実業団体　3位
- 2023年 -　グランドスラム・アスタナ 優勝
- 2023年 -　講道館杯　2位
- 2024年 -　グランプリ・リンツ　7位
- 2024年 -　体重別　3位
- 2024年 -　実業団体　2位
- 2024年 -　講道館杯　3位
- 2025年 -　体重別　優勝
- 2025年 -　全日本選手権　5位
- 2025年 - グランドスラム・アスタナ　2位
- 2025年 -　実業団体　2位

(出典、JudoInside.com)